# Animaking
Animaking Studios é um estúdio de animação brasileiro com sede em Florianópolis, Santa Catarina, especializado em stop motion, 2D e 3D, criando conteúdos originais para cinema, séries e publicidade, ganhando projeção nacional e internacional com a produção de curtas-metragens premiados e o lançamento do primeiro longa-metragem de stop motion do Brasil, Minhocas (filme) em 2013.
Além de projetos autorais, a Animaking desenvolve animações que unem entretenimento e educação, como Passado da Hora, AnimaCriança - Lendas Brasileiras e Chapeuzinho de Todas as Cores. O estúdio também é reconhecido por sua capacidade de inovação, criando tecnologias próprias, como o software de animação em tempo real "Animaction", que facilita a criação de conteúdo animado para diferentes mídias e propósitos.

## História
A Animaking foi fundada em 2001 na cidade de São Paulo. Nos primeiros anos, atuou principalmente no setor publicitário, produzindo animações para uma variedade de clientes e explorando diversas técnicas criativas. Com o tempo, o estúdio se especializou na técnica de animação stop motion, criando campanhas clássicas, como os comerciais de Tortuguitas, Nokia e Authentic Feet. Também produziu videoclipes musicais, como Não Deixe o Mar te Engolir da banda Charlie Brown Jr. e foi responsável por aberturas para programas de TV como Programa do Ratinho, Sítio do Picapau Amarelo e Macho Man (série). Um dos marcos desse período foi a produção do curta-metragem Minhocas – A Lenda, que recebeu mais de 10 prêmios em festivais ao redor do mundo.
O impacto destes projetos, aliado ao crescimento da empresa e a experiência com stop motion, abriram caminhos para o desenvolvimento de produções mais complexas, que foi o caso de Minhocas, o primeiro longa-metragem brasileiro em stop motion, lançado em 2013 no Brasil e distribuído em 2015 para mercados internacionais como Europa, Ásia e Estados Unidos, alcançando mais de 30 países. Minhocas foi uma coprodução entre Animaking, Glaz Entretenimento, Globo Filmes e 20th Century Fox. O filme contou com um elenco de dublagem composto por figuras conhecidas, como a cantora Rita Lee e o lutador Anderson Silva. A narrativa acompanha a história de Júnior, um jovem minhoca que, após ser acidentalmente removido de sua casa subterrânea, vive uma série de aventuras enquanto tenta voltar para casa com a ajuda de novos amigos. Durante sua jornada, ele se depara com um vilão tatu-bola e precisa impedir seus planos de dominação.
Estabelecida em Florianópolis desde 2007, a empresa manteve sua atuação no mercado com a produções para televisão, como em Velho Chico (telenovela), Pé na Cova e comerciais para Sinustrat e Do Bem . Nesse período, também iniciou uma parceria duradoura com a loja Koerich, desenvolvendo o novo modelo 3D do mascote "Kerito" e criando diversas peças publicitárias, incluindo os filmes de Natal, que se tornaram parte da identidade da marca.

## Portfólio de séries, longas e curtas-metragens
| Título                                       | Ano de lançamento | Categoria                    | Ref    |
| -------------------------------------------- | ----------------- | ---------------------------- | ------ |
| Iara (Série "Juro que vi")                   | 2004              | Curta-metragem (2D)          | [ 11 ] |
| Minhocas - A Lenda                           | 2005              | Curta-metragem (Stop Motion) | [ 11 ] |
| Minhocas                                     | 2013              | Longa-metragem (Stop Motion) | [ 11 ] |
| AnimaCriança - Lendas Brasileiras            | 2016              | Série de Animação (2D)       | [ 11 ] |
| Chapeuzinho de Todas as Cores                | 2017              | Série de Animação (2D)       | [ 11 ] |
| Passado da Hora - História do Brasil         | 2018              | Série de Animação            | [ 11 ] |
| Reflexo Suspeito                             | 2018              | Curta-metragem (Stop Motion) | [ 11 ] |
| Liga dos Mascotes                            | 2019              | Série de Animação (3D)       | [ 11 ] |
| Tantam                                       | 2019              | Série de Animação (3D)       | [ 11 ] |
| Passado da Hora - História Universal         | 2024              | Série de Animação (3D)       | [ 11 ] |
| Passado da Hora - História de Santa Catarina | 2024              | Série de Animação (3D)       | [ 11 ] |
| PopCorn                                      | Em produção       | Série de Animação (3D)       | [ 11 ] |
| Bubblebit                                    | Em produção       | Série de Animação (3D)       | [ 11 ] |

### Prêmios em curtas-metragens
| Título             | Evento                                                     | Prêmio                                                                                   | Ref    |
| ------------------ | ---------------------------------------------------------- | ---------------------------------------------------------------------------------------- | ------ |
| Reflexo Suspeito   | VIII Festival Visualízame (2018 – Espanha)                 | Melhor curta de animação                                                                 | [ 12 ] |
| Reflexo Suspeito   | AnimArte! (2018 – Brasil)                                  | 3º Lugar – Melhor Curta Latino Americano                                                 | [ 12 ] |
| Minhocas - A Lenda | VI Festival Luso-Brasileiro de curtas de Sergipe (CURTASE) | Melhor Animação – Júri Popular Melhor Vídeo – Júri Popular                               | [ 12 ] |
| Minhocas - A Lenda | 14th Anima Mundi                                           | Rio de Janeiro – Melhor Animação para Crianças São Paulo – Melhor Animação para Crianças | [ 12 ] |
| Minhocas - A Lenda | 5th Florianópolis Cine Festival Criança                    | 1º Lugar – Melhor Animação                                                               | [ 12 ] |
| Minhocas - A Lenda | 1º Granimado – Gramando Festival de Animação               | Melhor Animação – Júri Técnico Melhor Animação – Prêmio ABCA                             | [ 12 ] |
| Minhocas - A Lenda | V Varginha Festival                                        | Prêmio ET de Ouro – Melhor Animação                                                      | [ 12 ] |
| Minhocas - A Lenda | 17th São Paulo Short International Festival                | Sessão Especial para Crianças.                                                           | [ 12 ] |
| Minhocas - A Lenda | 28th JVC Tokyo Video Festival 2007                         | Prêmio Excelência                                                                        | [ 12 ] |
| Minhocas - A Lenda | II Fasai Festival 2008                                     | Troféu Pratinha – Melhor Animação                                                        | [ 12 ] |

## Sede
A sede da Animaking está localizada no Sapiens Parque, um parque tecnológico no Norte da Ilha de Florianópolis, criado com o objetivo de impulsionar setores da economia criativa e do desenvolvimento tecnológico em Santa Catarina. A empresa estabeleceu-se no Sapiens Parque em 2007, o que proporcionou uma integração com o ecossistema de inovação da região, além de possibilitar parcerias com outras empresas de tecnologia e universidades públicas e privadas. As instalações da sede da Animaking incluem espaços destinados ao desenvolvimento de projetos desde sua concepção até a finalização, permitindo que cada etapa das produções seja conduzida dentro de um ambiente projetado para facilitar o fluxo de trabalho e o intercâmbio de conhecimentos.

## Tecnologia
A Animaking também atua no desenvolvimento e investimento de novas tecnologias que podem proporcionar um aprimoramento na qualidade das produções e otimizar o processo criativo. Entre essas tecnologias estão o uso de equipamentos avançados, como máquinas de captura de imagem com motion control (controle de movimento) para câmeras, além de melhorias na articulação e no realismo dos bonecos físicos. A utilização de prototipadoras 3D, que empregam materiais como resina, resina em pó e plástico para a criação de personagens, adereços e cenários, bem como a modelagem em 3D para pré e pós-produção, também faz parte do processo produtivo da empresa.
Além disso, a Animaking desenvolveu ferramentas próprias para otimizar o processo de animação. Uma delas é o Animaction, um software de animação em tempo real projetado para a criação de conteúdos animados com maior eficiência, atendendo às necessidades do mercado digital.

Outro desenvolvimento relevante é o Studio Diorama, uma versão simplificada do Animaction, voltada para o uso educacional. Este software foi criado com o intuito de integrar a animação ao processo pedagógico, fornecendo uma plataforma acessível para que alunos e professores possam colaborar na criação de histórias animadas, com o uso de personagens temáticos e animações pré-programadas.